# شيخ تيميتي
شيخ تيميتي (مواليد 20 نوفمبر 1997) هو لاعب كرة قدم من ساحل العاج يلعب كمهاجم في نادي فوينلابرادا.